# شهر خرس ۲: خواستگاری
«خرس‌آباد ۲: خواستگاری» (انگلیسی: BearCity 2: The Proposal) یک فیلم آمریکایی در سبک کمدی-درام است که در سال ۲۰۱۲ اکران شد.

## موضوع فیلم
این فیلم کمدی به موضوع ازدواج همجنس‌گرایان در نیویورک می‌پردازد.

## بازیگران
- جیسون استوارت
- استیون گوارینو
- جرالد مکولک
- ریچارد ریلی
- کتی ناجیمی
- کوین اسمیت
- فرانک دی‌کارو